# Florent d'Orange
Florent fut un évêque de la ville d'Orange en France au VIe siècle. Reconnu comme saint par l’Église catholique, il est fêté le 17 octobre.
Évêque d'Orange lors de la prise de la ville par les Ostrogoths en 509, il est déporté avec ses habitants à Fiorenzuola d'Arda, près de Plaisance, dont il est le saint patron. Il est relâché grâce à l'intervention de l'évêque Césaire d’Arles, qui intercède en sa faveur auprès du roi Théodoric le Grand. 
Il est mort aux environs de l'année 525.
Ses reliques sont partagées entre l'Église Saint-Florent d'Orange, Notre-Dame des Doms à Avignon, la cathédrale du Puy, et les églises de Fiorenzuola et de Laussonne.  